# Sulzberger Bay
Die Sulzberger Bay ist eine Bucht an der Saunders-Küste des westantarktischen Marie-Byrd-Landes. Sie schließt die Abbruchkante des Sulzberger-Schelfeises zwischen der Fisher-Insel und der Vollmer-Insel ein. 
Entdeckt wurde sie während der ersten Antarktisexpedition (1928–1930) des US-amerikanischen Polarforschers Richard Evelyn Byrd. Byrd benannte sie nach dem Zeitungsherausgeber Arthur Hays Sulzberger (1891–1968), der diese und Byrds zweite Antarktisexpedition (1933–1935) finanziell unterstützte.